# Liste des métropolites d'Ungro-Valachie
Liste des Métropolites d'Ungro-Valachie

## Historique
Le Prince Nicolæ Ier Alexandru  est à l'origine de la première église métropolitaine d'Ungro-Valachie dont le siège est fixée à Curtea de Argeș. Cette église est reconnue en mai 1359 par le patriarche Caliste Ier de Constantinople et le premier titulaire du siège est Iachint de Vicina (mort en 1372).

## Métropolites d'Ungro-Valachie
- Iachint Cristopoulos (1359-1372)
- Hariton (1372-1381)
- Antim après 1381
- Teodor Ier
- Ilarion Ier vers 1412
- Iosif vers 1460
- Macarie Ier vers 1482/1483
- Nifon (1503-1505)
- Maxime (1505–1508)
  - vacance
- Macarie II Tipograful (1512–1521)
- Ilarion II (1521–1523)
  - vacance
- Teodor II (1525–1533)
- Mitrofan I (1533–1535)
- Varlaam I (1535–1544)
- Anania (1544–1558)
- Efrem (1558–1566)
- Daniil I (1566)
  - vacance
- Eftimie I (1568–1576)
- Serafim (1576–1586)
- Mihail I (1586–1590)
- Nichifore (1590)
- Mihail II (1590–1594)
- Eftimie II (1594–1602)
- Luca din Cipru (1602–1629)
- Grigore I (1629–1636)
- Teofil (1636–1648)
- Stefan (1648–1653)
- Ignațiu I (1653–1662)
- Stefan I (1662–1668), rétabli ;
- Teodosie de Vestem (1668–1672)
- Dionisie dela Atos (1672)
- Varlaam II de Glavacioc (1672–1679)
- Teodosie de Vestem (1679-1708), rétabli ;
- Anthime l'Ibère (1708-1716)
- Mitrofan (1716-1719)
- Daniil II de Animoasa (1719-1731)
- Stefanos II (1731-1738)
- Neofit I Cretanul  (1738-1753)
- Filaret I (1753-1760)
- Grigore II (1760-1787)
- Cosmas Popescu (1787-1792)
- Filaret II (1792-1793)
- Dositei Filitti (1793-1810)
- Ignatios Babalos (1810-1812)
- Nectarios (1812-1819) (dernier métropolite grec)
  - vacance
- Dionisie II Lupu (1821-1823)
- Grigore III Dascălu (1823-1834)
  - vacance
- Neofit al II-lea (1840-1849)
- Nifon Rusailă (1850-1865)

## Autres articles
- Liste des primats de l'Église orthodoxe roumaine
- Liste des Métropolites de Moldavie et de Bucovine